# Zarcinia sacra
Zarcinia sacra is een vlinder uit de familie van de Galacticidae. De soort is voor het eerst wetenschappelijk beschreven door Edward Meyrick in een publicatie uit 1925.
De soort komt voor in Egypte.